# Rio Biritibamirim

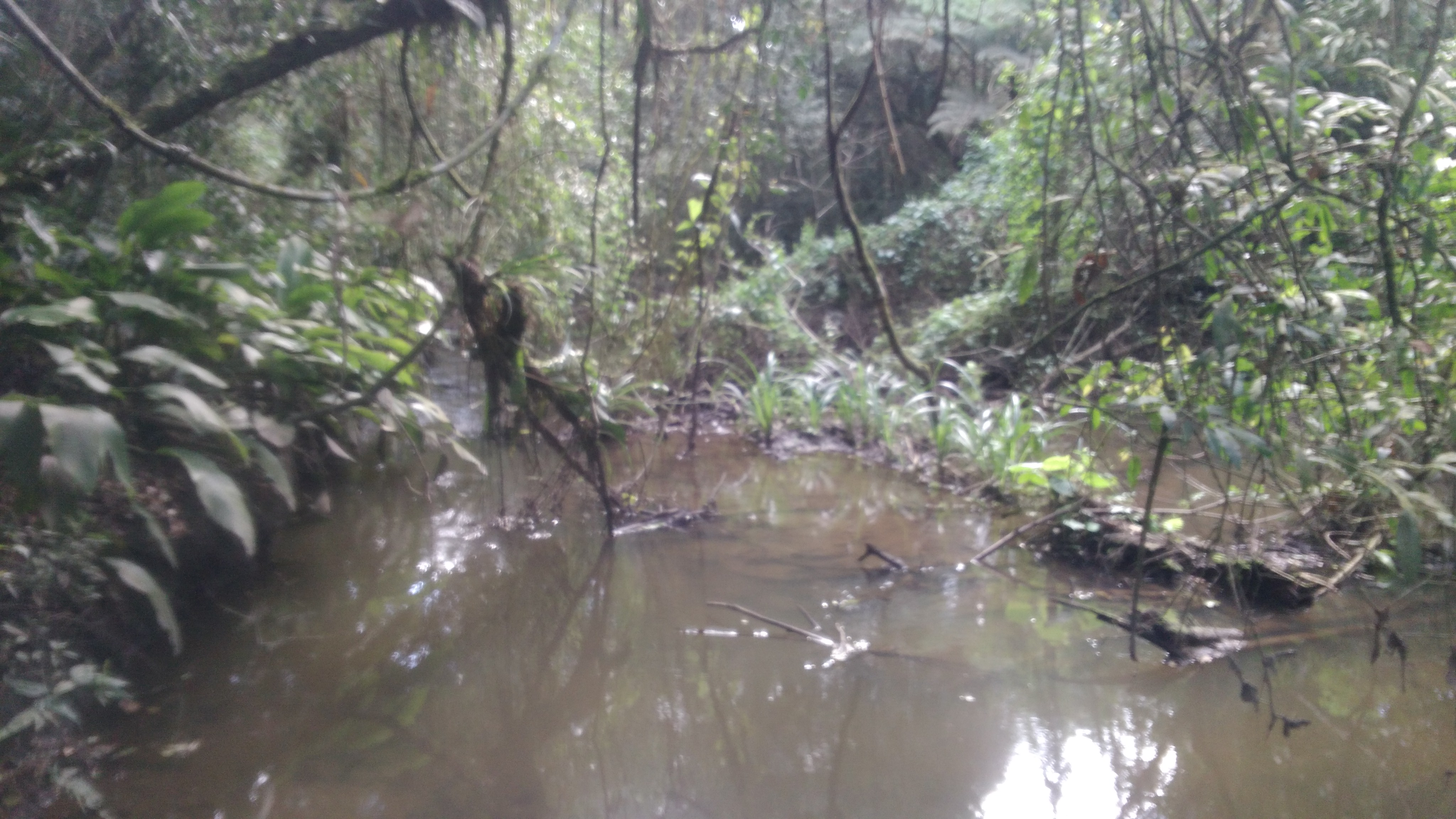
Rio Biritiba em seu baixo curso.

O rio Biritibamirim ou simplesmente Rio Biritiba é um rio brasileiro do estado de São Paulo. Ele é o principal formador da represa de Biritiba Mirim, que é interligada por meio de canais às represas do Rio Jundiaí de Mogi das Cruzes e de Taiaçupeba. Ambas fazem parte do sistrema de reservatórios do Alto Tietê, sob responsabilidade do DAEE/Sabesp. O Rio Biritiba passa por áreas de solo argiloso e com mata ciliar, formando meandros e canais que ficam cheios na época do verão, na qual é bem chuvosa. Há bastante lama no leito do rio. O ambiente pantanoso é comum na área do Rio Tietê e seus afluentes (como o Rio Biritiba e outros), em seu alto curso.